# Peter Van Nostrand
Peter „Pete“ Van Nostrand (* um 1980 in Binghamton) ist ein US-amerikanischer Musiker (Schlagzeug) des Modern Jazz.

## Leben und Wirken
Van Nostrand studierte an der Rutgers University und The Juilliard School; ab 2000 arbeitete er in der New Yorker Jazzszene mit Musikern wie Steve Davis, Jeremy Pelt, Eric Reed, Aaron Parks, Gerald Clayton, Chihiro Yamanaka, Dan Nimmer, Jeb Patton, Jim Rotondi, Mike LeDonne, Paula West, Sachal Vasandani. In den 2010er-Jahren spielte er weiterhin mit Kenny Barron, Brian Lynch, Jimmy Heath, Kurt Elling, The Clayton Brothers und Natalie Cole; außerdem ging er auf Tourneen mit Aaron Diehl und Cécile McLorin Salvant. Gegenwärtig gehört er auch dem JC Stylles Quintet feat. Steve Nelson an. Im Bereich des Jazz war er zwischen 2005 und 2017 an 19 Aufnahmesessions beteiligt, unter anderem mit dem Saxophonisten Sam Taylor und auf dem Soundtrack des Films Chico & Rita.